# Площадь Кулибина
Площадь Кули́бина — площадь в Адмиралтейском районе Санкт-Петербурга.
Находится в середине Коломенского острова, в Малой Коломне. Занимает пространство, ограниченное улицами Псковской, Володи Ермака, Витебской и Дровяным переулком. Со стороны Дровяного переулка к площади подходит улица Союза Печатников. Из-за квадратной формы иногда неофициально называется «квадрат».

## Название
15 декабря 1952 года площадь была переименована в площадь Кулибина в честь знаменитого русского изобретателя и механика И. П. Кулибина, хотя, как и во многих аналогичных случаях, площадь не связана с именем увековеченного человека. Фактическая причина переименования — идеологическая, то есть устранение предыдущего «церковного» названия.

## История
С конца XVIII века пространство нынешней площади Кулибина представляло собой заболоченный участок, известный как Козье Болото. С 1847 года в связи со строительством церкви Воскресения Господня и площадь получила имя Воскресенской.
Храм Воскресения Христова, Рождества Христова и Михаила Архангела (таково его полное название) был построен в русско-византийском стиле на народные средства по проекту архитектора Н. Е. Ефимова в 1859 году. До этого, с 1846 года, здесь были временные деревянные часовня и церковь, последняя разобрана в 1861 году. При храме действовали Общество вспоможения бедным, богадельня и детский приют. В подвальном помещении храма располагалась нижняя церковь-вертеп — точная копия храма Рождества Христова в Вифлееме. В 1932 году решением Ленсовета храм был взорван, а настоятель, отец Михаил Чельцов, расстрелян. Церковь причислила его к лику святых в 2005 году.

## Достопримечательности

### Воскресенский сквер
На площади расположен Воскресенский сквер, который является крупнейшим зелёным массивом на острове, занимая территорию 0,71 га. Устроен в 1905—1906 годах по проекту городского садовника В. И. Визе. В 2007 году сквер был капитально отремонтирован по проекту архитектора Алексея Шолохова и Галины Шолоховой. В планировку сквера добавлено обрамление ландшафтными средствами периметра фундамента утраченного храма. 21 июня 2009 года на месте уничтоженного храма был установлен и освящён Поклонный крест.
В 1997 году в сквере на площади Кулибина на народные деньги был установлен памятник Герою Советского Союза Володе Ермаку, 19-летнему юноше, который 19 июля 1943 года во время боёв за Ленинград на Волховском фронте в критическую минуту закрыл своим телом амбразуру фашистского дзота и обеспечил наступление советских частей.

### Доходный дом (Дровяной переулок, дом 12)
Доходный дом построен в 1872 году по проекту техника Городской управы Э.Г. Юргенса.

### Доходный дом А.М. Гурдина (Дровяной переулок, дом 14,улица Союза Печатников, дом 31)
Доходный дом А.М. Гурдина построен в 1881 году по проекту архитектора А.Ю. Новицкого для владельца бань на Матисовом острове Алексея Максимовича Гурдина. Сейчас в доме располагается Центр социальной помощи семье и детям Адмиралтейского района, отделение дневного пребывания несовершеннолетних № 2.

### Доходный дом (Дровяной переулок, дом 16, улица Союза Печатников, дом 30)
Доходный дом построен в 1860-1863 годах по проекту архитектора Е. И. Ферри-де-Пиньи.

### Доходный дом (Дровяной переулок, дом 7,Псковская улица, дом 2)
Доходный дом перестроен в стиле эклектики в 1902 году по проекту архитектора Д.А. Шагина. До того на этом месте стоял каменный дом дьячка церкви Спаса на Сенной, в который продавал «дворовых людей, а также не прочь был продать одну или несколько девок из имевшейся у него дворни».

### Доходный дом (Псковская улица, дом 6)
Доходный дом построен в 1902 году по проекту архитектора А.Г. Петрова.

### Доходный дом В.П. Кондратьева (улица Володи Ермака, дом 8, Псковская улица, дом 8)
Собственный Доходный дом В.П. Кондратьева построен в 1913 году стиле Модерн по проекту архитектора В.П. Кондратьева для себя.

### Доходный дом (Псковская улица, дом 1, улица Володи Ермака, дом 13)
Доходный дом построен в стиле безордерный классицизм в 1839 году по проекту  военного инженера А.П. Полякова.

### Калитинская богадельня (улица Володи Ермака, дом 9-11)
Калитинская богадельня Общества вспомоществования при Воскресенской церкви построена в стиле модерн в 1913 году по проекту архитектора  В.П. Кондратьева. С 1920-х годов в здании размещалась 26-я Единая Трудовая школа, затем Фабрично-заводская семилетка, далее швейное Профессионально-техническое училище № 5.

### Дом причта Воскресенской церкви (улица Володи Ермака, дом 7,Витебская улица, дом 2)
Дом причта Воскресенской церкви построен в классическом стиле в 1859 году по проекту академика архитектуры Академии художеств П.В. Кармина.

### Доходный дом М.В. Голованова (Витебская улица, дом 3)
Доходный дом М.В. Голованова в стиле эклектики в 1883-1884 годах надстроен двумя верхними этажами по проекту архитектора И. Н. Иорса для купца 2-й гильдии Марка Васильевича Голованова. Владелец дома Голованов содержал здесь суровский магазин, Леонид Алексеевич Уваров держал здесь мясную лавку, а Яков Кононович Палтусов - зеленную. В доме находилось также приготовительное училище Стефании Францевны Изельган.

### Доходный дом (Витебская улица, дом 1, Дровяной переулок, дом 5)
Доходный дом в стиле классицизм построен в 1837 году по проекту архитектора К.Е. Лазарева.
- Доходный дом М.В. Голованова
- Доходные дома на Витебской улице 
и Дровяном переулке
- Доходные дома 
по Псковской улице
- Доходный дом 
В.П. Кондратьева
- Калитинская богадельня 
Общества вспомоществования 
при Воскресенской церкви

## Транспорт
Ближайшие станции метро к площади Кулибина:  «Сенная площадь» (пешком до площади 2,45 км),  «Спасская» (2,45 км),   «Садовая» (2,3 км).
Ближайшая остановка общественного наземного транспорта находится на проспекте Римского-Корсакова: остановка «Аларчин мост»: автобусы 2, 6, 22, 71, 181.